# De echomaker
De echomaker is een roman van de Amerikaanse schrijver Richard Powers. De oorspronkelijke Engelse titel is The Echo Maker. De Engelse editie dateert uit 2006, net als de Nederlandse vertaling van Mieke Lindenburg. Powers wordt gerekend tot de wetenschappelijk georiënteerde romanschrijvers. Met dit boek won Powers de Amerikaanse National Book Award.

## Verhaal
Op een nacht in 2002 rijdt Mark Schluter zijn truck in de vernieling op een afdaling in Nebraska en raakt in een coma. Zijn zus Karin wordt erbij geroepen. Na enkele weken komt Mark er min of meer bovenop, maar hij herkent zijn zus niet meer, hij ziet haar als een bedriegster. En zo gaat zij zich ook voelen. Als Mark steeds verder wegzinkt in zijn psychose, zoekt Karin hulp bij de populaire professor Weber. Die ziet in de patiënt een geval van het syndroom van Capgras; hij raakt erg geïntrigeerd, maar belandt zelf in een identiteitscrisis. Het verhaal wordt ondersteund door allerlei (wetenschappelijke) beschouwingen over hersenletsels.